# Franco Peccenini
Franco Peccenini (Palestrina, 16 agosto 1953) è un dirigente sportivo ed ex calciatore italiano, di ruolo difensore.

## Caratteristiche tecniche
Era un difensore molto veloce.
Durante la sua carriera non andò mai a segno in partite ufficiali.

## Carriera
Figlio di un calciatore dilettante trasferitosi dal nord a Palestrina, si formò nelle giovanili della Roma esordendo in Serie A in occasione dell'incontro contro il Varese durante la stagione 1971-1972 concluso sullo 0-0, in cui fu sostituito al 46' da Rosati. Giocò otto stagioni nella Roma divenendo, assieme a Francesco Rocca, uno dei pilastri della difesa della squadra, pur non essendo costantemente presente in campo durante le stagioni.
Nel 1980, dopo aver vinto una Coppa Italia (unico trofeo del suo palmarès), fu trasferito al Catanzaro, in cui disputò quattro stagioni tra la Serie A e la Serie B. Conta una presenza in Nazionale Under-21 e una in Under-23, quest'ultima nel 1975 in una partita contro la Nazionale jugoslava.
Dopo aver chiuso la propria carriera con una stagione nella Ternana, passò all'attività di dirigente sportivo, allenatore e commentatore TV per le partite della Lega Nazionale Dilettanti. Ha assunto la carica di direttore sportivo del Palermo negli anni in cui la squadra rinasceva dopo il fallimento ripartendo dalla Serie C2 (1987-1992), tornando in carica dal 1995 al 1998 all'epoca della presidenza di Giovanni Ferrara.
Nelle stagioni 1992-1993 e 1993-1994 è stato direttore sportivo dell'Avellino in Serie C1.
A partire dal 2008 fa parte dello staff tecnico Comitato Regionale del Lazio.
Nel 2019, nell'ambito della 12ª edizione del Premio Sette Colli, riceve uno speciale Pallone d'Oro per la sua lunga militanza in giallorosso. Collabora inoltre con l'emittente radiofonica romana Rete Sport.

## Palmarès
- Coppa Italia: 1

Roma: 1979-1980